# Erich von Falkenhayn
Erich von Falkenhayn (n. 11 septembrie 1861, Burg Belchau, Prusia – d. 8 aprilie 1922, Potsdam, Republica de la Weimar) a fost unul dintre generalii armatei Germaniei din Primul Război Mondial. A îndeplinit funcția de șef al Statului Major General german de la începutul războiului până în august 1916, când a fost înlocuit de generalul Paul von Hindenburg.
În anul 1916 a comandat cu succes contraofensiva Armatei a 9-a germană în Bătălia de la Sibiu, Bătălia de la Brașov și în Bătălia pentru București, după care a intrat victorios în București, în data de 6 decembrie 1916.

## Familia
Erich von Falkenhayn a fost fiul lui Fedor von Falkenhayn Tassilo (n. 6 februarie 1814, Nakel - d. 20 ianuarie 1896, Tarnowitz), landgraf de Belchau și Schwirsen și al soției sale Franziska, născută baroană von Rosenberg (n. 26 iunie 1826, Klötzen - d. 14 august 1888, Graudenz).
În afară de Erich, părinții săi au mai avut șase copii:
- Anton Georg von Falkenhayn (n. 8 septembrie 1849 - d. 10 decembrie 1910), căpitan în armata germană
- Olga Franziska Helene von Falkenhayn (n. 4 martie 1851 - d. 14 decembrie 1919), căsătorită în 1873, cu generalul-maior Moritz von Bock (1828-1897), mama viitorului feldmareșal Fedor von Bock (1880- 1945)
- Georg Ferdinand von Falkenhayn (n. 17 aprilie 1852 - d. 25 noiembrie 1887)
- Eugen Georg Nikolaus von Falkenhayn (n. 4 septembrie 1853 - d. 3 ianuarie 1934), general de cavalerie
- Arthur Sebastian Georg von Falkenhayn (n. 7 decembrie 1857 - d. 10 septembrie 1929), educator și consilier al prințului moștenitor Wilhelm al Prusiei
- Kurt Georg von Falkenhayn Anton (n. 15 aprilie 1863)

Erich von Falkenhayn s-a căsătorit cu Ida Selkmann (n. 7 iunie 1866) la Oldenburg, pe 3 februarie 1886, având împreună doi copii:
- Fritz Georg von Falkenhayn Adalbert (n. 27 septembrie 1890, Oldenburg), un prieten al cunoscutului aviator Manfred Freiherr von Richthofen.
- Erika Karola Olga von Falkenhayn (n. 25 septembrie 1904, Braunschweig - d. 1974),  căsătorită în 1926 cu luptătorul din rezistență, mai târziu generalul-maior Henning von Tresckow (1901-1944).

## Cariera militară
În anul 1872, la vârsta de unsprezece ani, Falkenhayn  devine cadet la Școala militară de cadeți din Culm (Chelmno,Polonia) după care a urmat timp de trei ani Școala Militară de Ofițeri din Berlin-Lichterfelde. La 17 aprilie 1880, la vârsta de 18 ani a obținut gradul de sublocotenent fiind repartizat la Regimentul nr. 91 din Oldenburg. Începând cu 1 octombrie 1887 a urmat timp de trei ani cursurile Academiei de Război a Prusiei, la Berlin. În iulie 1890, s-a întors la regimentul său în Oldenburg și a fost avansat locotenent, la 21 septembrie 1889.
Începând cu 22 martie 1891, este mutat pentru un stagiu la Statul Major General al armatei prusace, din Berlin. În prima perioadă el a lucrat în serviciul topografic, apoi în serviciul transporturilor pe cale ferată, fiind avansat căpitan la 25 martie 1893. La 2 ianuarie 1894 este mutat în statul major al Corpului IX Armată din Altona. La 9 decembrie 1895 a fost numit comandant de companie în Regimentul 21 Infanterie „de Borke” din Toruń. 
După un stagiu de nouă luni, Falkenhayn solicită, la 25 iunie 1896 concediu „pentru motive financiare și de carieră” și a plecat ca și consilier militar în China.:p. 45 Aici, în calitate de instructor militar a  fondat la Wu Chang a unei școli militare după modelul prusac, dar fără a primi însă sprijinul autorităților militare chineze. În 1898 s-a mutat în zona germană de Jiaozhou fiind re-primit în armata prusacă, cu gradul de maior, în poziția „la dispoziție”, iar cu brevetul din 25 martie 1899 a fost numit atașat militar. Telegramele sale din China din timpul Răscoalei Boxerilor au atras atenția Kaiserului, favorurile imperiale conducând la o avansare rapidă culminând cu numirea sa ca ministru de război în 1913.:p. 361
După întoarcerea sa în Germania, la 24 februarie 1900 a lucrat din nou pentru o perioadă scurtă de timp, în Statul Major General din Berlin, fiind mutat la 29 martie 1900 la Karlsruhe unde a îndeplinit timp de cinci luni, funcția de șef de stat major al Corpului XIV Armată.
La 7 septembrie 1900, a fost repartizat în statul major al Comandamentului Corpului Expediționar din Asia de Est, care a fost implicat în reprimarea Răscoalei Boxerilor.:p. 45 După o lungă ședere în Manciuria și Coreea Falkenhayn a revenit în Germania.
La 18 octombrie 1903, a fost numit comandant de batalion la Regimentul nr 92 din Braunschweig, iar la 15 septembrie 1905 a fost avansat locotenent colonel. La 10 aprilie 1906, a fost din nou mutat în Statul Major General. Un an mai târziu, la 22 martie 1907 a fost numit șef de stat major la  Corpul XVI Armată din Metz, iar la 18 mai 1908 a fost avansat la gradul de colonel. Pe 27 ianuarie 1911este numit comandant al  Regimentului 4 Gardă Pedestră din Berlin, iar la 20 februarie 1912 ca urmare a unor restructurări neprevăzute de personal, ete numit șef al statului major general al Corpului IV Armată din Magdeburg. În această poziție este avansat, la 22 aprilie 1912 la gradul de general maior. În acest timp, Falkenhayn a fost implicat și a jucat un rol important în organizarea manevrelor armatei imperiale germane.

## Ministru de război

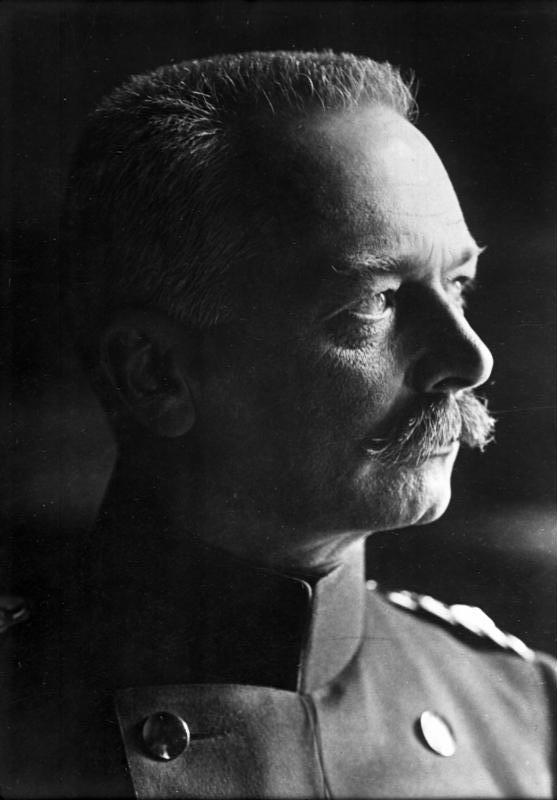
Erich von Falkenhayn (1915)

La 8 iulie 1913, în mod surprinzător, Falkenhayn a fost numit ministru de război al Germaniei. Din această poziție el a fost responsabil pentru punerea în aplicare a prevederilor „Legii Armatei” adoptată în primăvara lui 1913, o semnificativă modernizare a organismului militar urmărită de statul german. 
El a devenit cunoscut opiniei publice odată cu aparițiile sale în fața Reichstag-ului, în legătură cu așa numita „Afacere Zabern (Saverne)”  izbucnită la cumpăna anilor 1913-1914, referitoare la comportamentul discutabil al autorităților militare germane din Alsacia și Lorena. El a apărat necondiționat armata împotriva criticilor venite din partea societății civile. 
În criza iulie 1914 Falkenhayn a fost una dintre figurile cheie implicate în izbucnirea Primului Război Mondial. La fel ca majoritatea militarilor, el nu se aștepta la izbucnirea unui război european în acel moment și a crezut probabil inițial că  atentatul de la Sarajevo era un incident minor. Cu toate acestea ela arămas una din figurile dominante care l-au presat pe împăratul Wilhelm al II-lea să declare războiul.

## Șef al Statului Major General

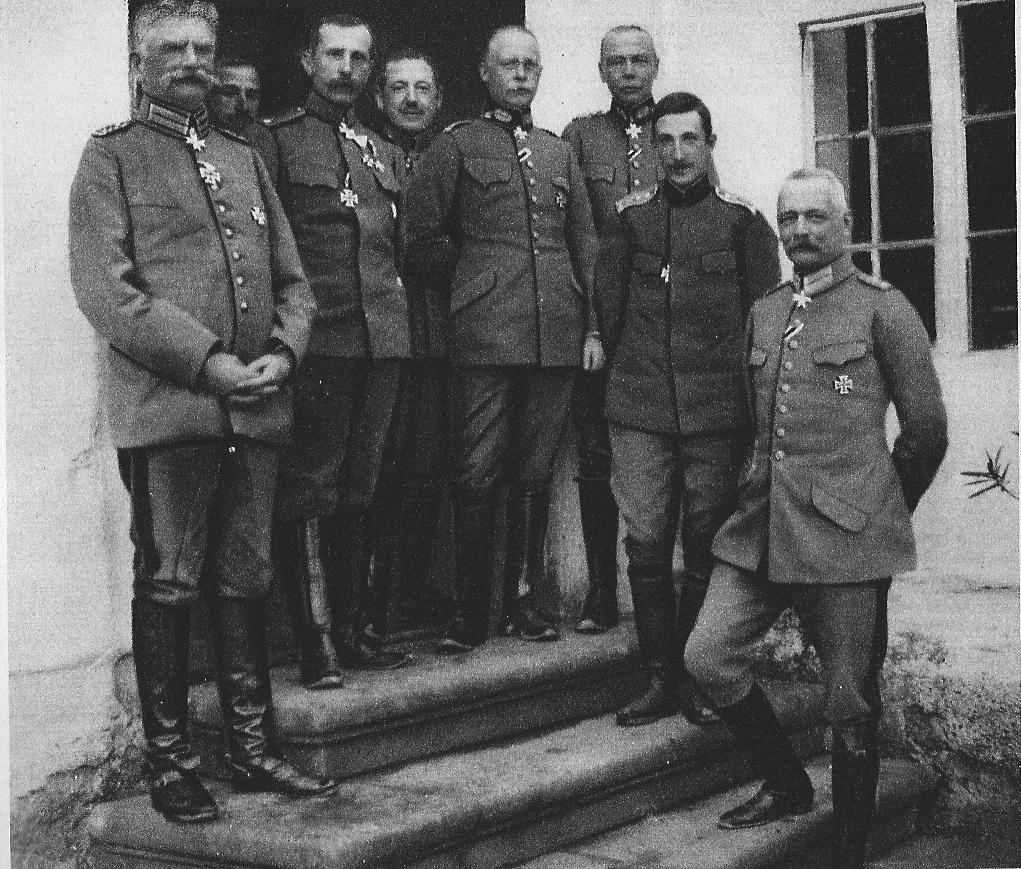
Erich von Falkenhayn, la Paraćin, 6 noiembrie 1915

În primul an de război, la 14 septembrie 1914, după pierderea Bătăliei de pe Marna Falkenhayn îl înlocuiește pe  Helmuth von Moltke în calitate de șef al Statului Major General al armatei imperiale germane. După eșecul Planului Schlieffen încearcă în primul rând să dejoace  planurile  Franței și Marii Britanii în cursul campaniei numite „Cursa spre Marea Nordului”, prin lupte duse în nordul Franței și în Belgia. Campania nu a fost una victorioasă, iar după Bătălia de la Ypres războiul de pe frontul de vest s-a transformat complet în unul de tranșee.
Falkenhayn a realizat imediat că o victorie militară totală nu mai este posibilă după Bătălia de pe Marna. El a cerut printr-un memorandum din 18 noiembrie 1914 prezentat conducerii politice germane, să se pună capăt războiului prin negocieri, dar nimeni nu l-a ascultat. Falkenhayn a fost înlocuit din poziția de  ministru de război cu Adolf Wild von Hohenborn, la  20 ianuarie 1915. În aceeași zi a fost înaintat la gradul de  general de infanterie, iar la 16 februarie 1915 a fost decorat pentru serviciile sale cu ordinul Pour le Mérite. Falkenhayn s-a dedicat de acum înainte activității de șef al Comandamentului Armatei Imperiale, cea mai înaltă poziție militară pe timp de război.

## Comandant pe front

### Campania din România (1916-1917)

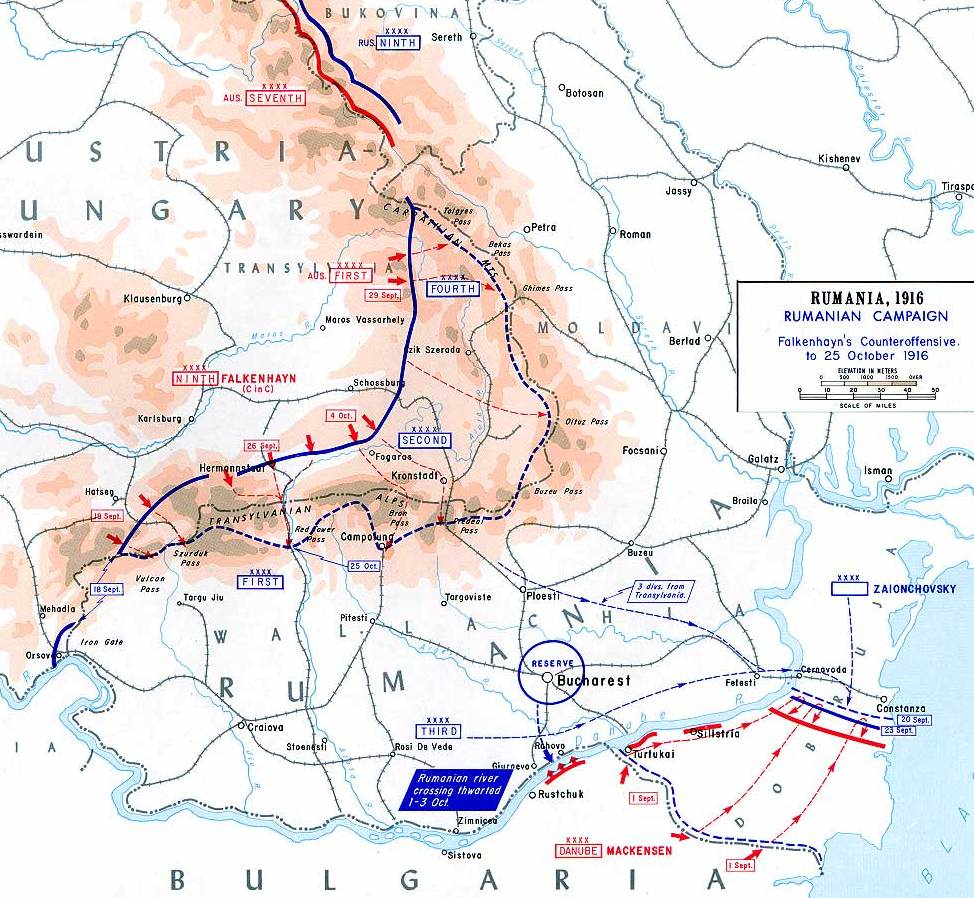
Contraatacul Puterilor Centrale, septembrie-octombrie 1916

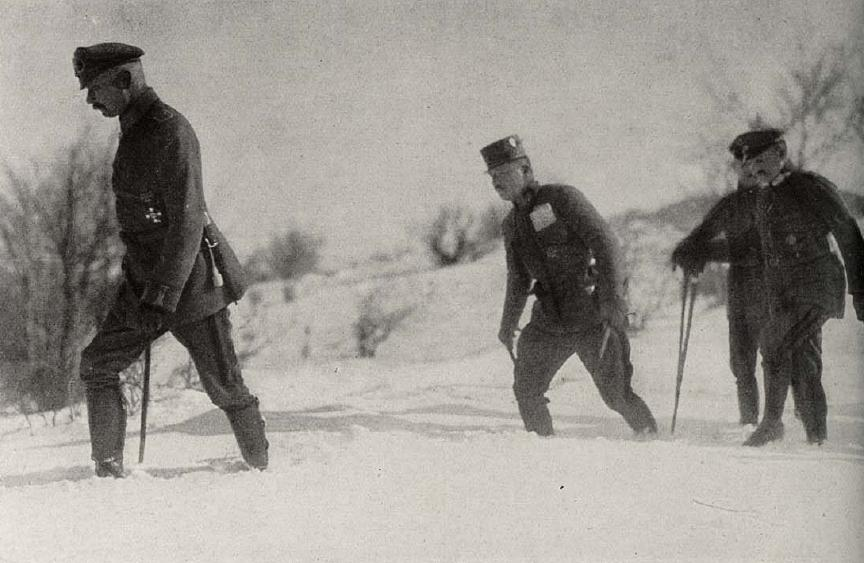
Generalul Erich von Falkenhayn pe frontul românesc

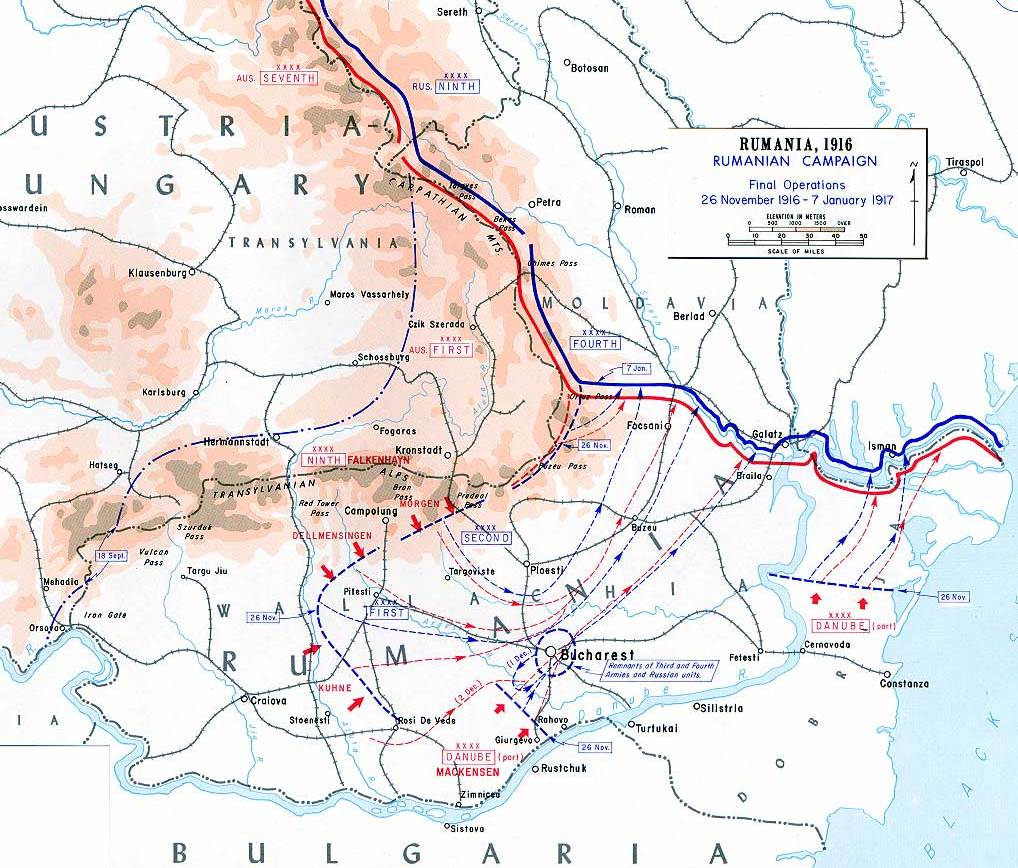
Operațiunile din România, noiembrie 1916 – ianuarie 1917

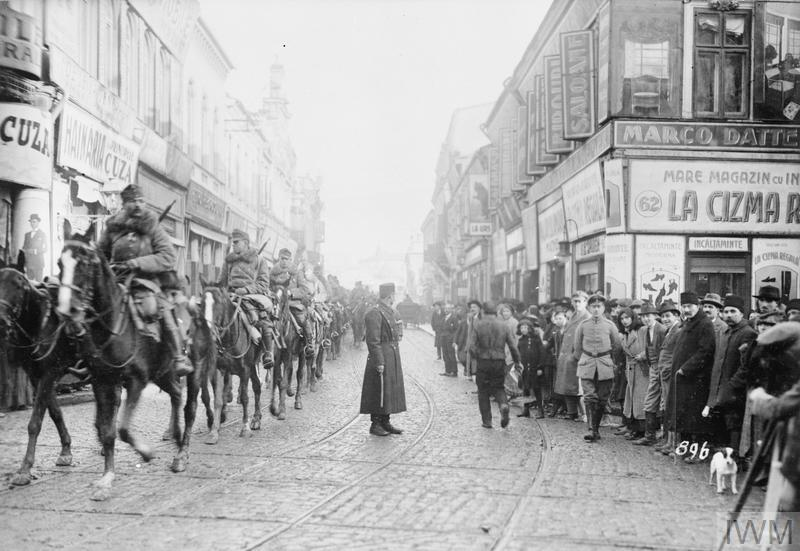
Trupele germane intrând în București, 6 decembrie 1916

După demiterea din funcția de șef al Statului Major General, în august 1916, Falkenhayn este numit comandant al Armatei 9 germană, și trimis în fruntea acesteia pe frontul românesc.
Gruparea de forțe a Puterilor Centrale de pe acest front era comandată de arhiducele Carol, moștenitorul tronului austro-ungar și era formată din trei armate: Armata 7 austro-ungară, acționând în Bucovina, Armata 1 austro-ungară acționând între Târnava Mare și Olt și Armata 9 germană acționând în partea sudică a frontului.:pp 23-27
Planul de operații al Puterilor Centrale prevedea în faza inițială o dublă ofensivă. Prima dintre acestea era a Armatei 1 austro-ungară în zona Trotuș-Oituz având ca scop ocuparea acestei trecători și ulterior interceptarea comunicației de pe Valea Siretului pentru a preveni sosirea ajutoarelor ruse. Cea de-a doua urma să fie desfășurată de Armata 9 germană și avea ca obiectiv „deschiderea drumului peste munți spre București, pe calea cea mai scurtă, astfel ca întreg teritoriul de vest al Munteniei să fie tăiat ca de un cuțit”. Dacă aceste două operații reușeau, planul prevedea o a treia operație care consta în trecerea Dunării de către forțele aflate sub comanda lui Mackensen și desfășurarea unui atac concetrat asupra Bucureștiului.:p. 394
Operația s-a desfășurat începând cu a doua decadă a lunii septembrie și până la începutul lunii decembrie 1916.
Contraofensiva Armatei 1 austro-ungare întărită cu trei divizii germane având ca scop forțarea Carpaților Orientali, s-a desfășurat între 19 și 27 octombrie 1916. Toate încercările de forțare a trecătorilor (Tulgheș, Bicaz, Trotuș, Oituz, etc.) au fost respinse de Armata de Nord. Înfrângerea în bătălia decisivă de la Oituz și respingerea trupelor sale peste graniță, a dus la decizia comandamentului Puterilor Cntrale de a stopa operația și a trece la defensivă pe frontul din Carpații Orientali.:pp 397-409
În secțiunea sudică a frontului, după înfrângerea trupelor române în Bătălia de la Sibiu și în Bătălia de la Brașov, planul general al ofensivei Armatei 9 germane prevedea „trecerea munților odată cu inamicul, sau în cel mai rău caz înainte ca el să aibă timpul a se instala în lucrările de fortificație existente pe înălțimile trecătorilor de pe granițe”.:p. 105 În acest scop urmau să fie atacate succesiv forțele românești care apărau trecătorile Carpaților Meridionali, în vederea ocupării prin surprindere a uneia dintre acestea și facilitarea astfel a trecerii grosului forțelor germane la sud de Carpați.:pp 105-132
Din cauza rezistenței forțelor române la Jiu, Olt, Bran, Valea Prahovei etc. acțiunea germană nu își atinge obiectivul fixat, Falkenheim ajungând la concluzia că „încercarea, de a trece muntii odată cu inamicul, a eșuat”. La 29 octombrie 1916 Falkenhayn decide schimbarea strategiei și concentrarea eforturilor pentru forțarea unei singure trecători, alegând pentru aceasta trecătoarea Pasul Lainici (Surduc) din defileul Jiului, unde a concentrat forțele principale ale armatei sale.:p. 133
„Rezultatul calculelor a fost că ceea ce n-am putut obține în regiunea Surduc, prin surprindere, trebuia obținut prin întrebuințare forței brutale. Numai în această cea mai îngustă porțiune a munților era posibil a executa cu trupele trecerea spre câmpia romanească, într-un marș forțat. Numai aci cunoșteam condițiunile, de ambele părți ale șoselei, în mod precis. Aci ieșirea spre Sud se afla în mâna noastră, și puteam spera să surprindem inamicul. Era evident, că după succesul obținut împotriva lui Kneussel, el nu mai conta pe repetarea atacului nostru.:p. 134”—Erich von Falkenhayn, Campania Armatei a 9-a împotriva românilor și a rușilor
Pe 11 noiembrie forțele germane declanșează atacul reușind după cinci zile de lupte să cucerească defileul Jiului și să iasă în zona de câmpie a Olteniei, fapt care a dus la prăbușirea sistemului defensiv al Armatei României.:pp 141-144
Între 30 noiembrie și 3 decembrie 1916 se desfășoară Bătălia pentru București. Forțele Puterilor Centrale, cifrate la circa 250.000 de oameni, aflate sub comanda generalilor August von Mackensen și Erich von Falkenhayn au reușit să înfrângă forțele româno-ruse, de circa 150.000 de oameni, aflate sub comanda generalului Constantin Prezan.:p. 40 Ca urmare, la 6 decembrie 1916 trupele germane au intrat în București și l-au ocupat. 
Forțele Armatei 9 au continuat apoi urmărirea forțelor româno-ruse aflate în retragere, până la mijlocul lunii ianuarie 1917 când frontul se stabilizează în Moldova.

### Campaniile din Palestina (1917) și Rusia (1918)

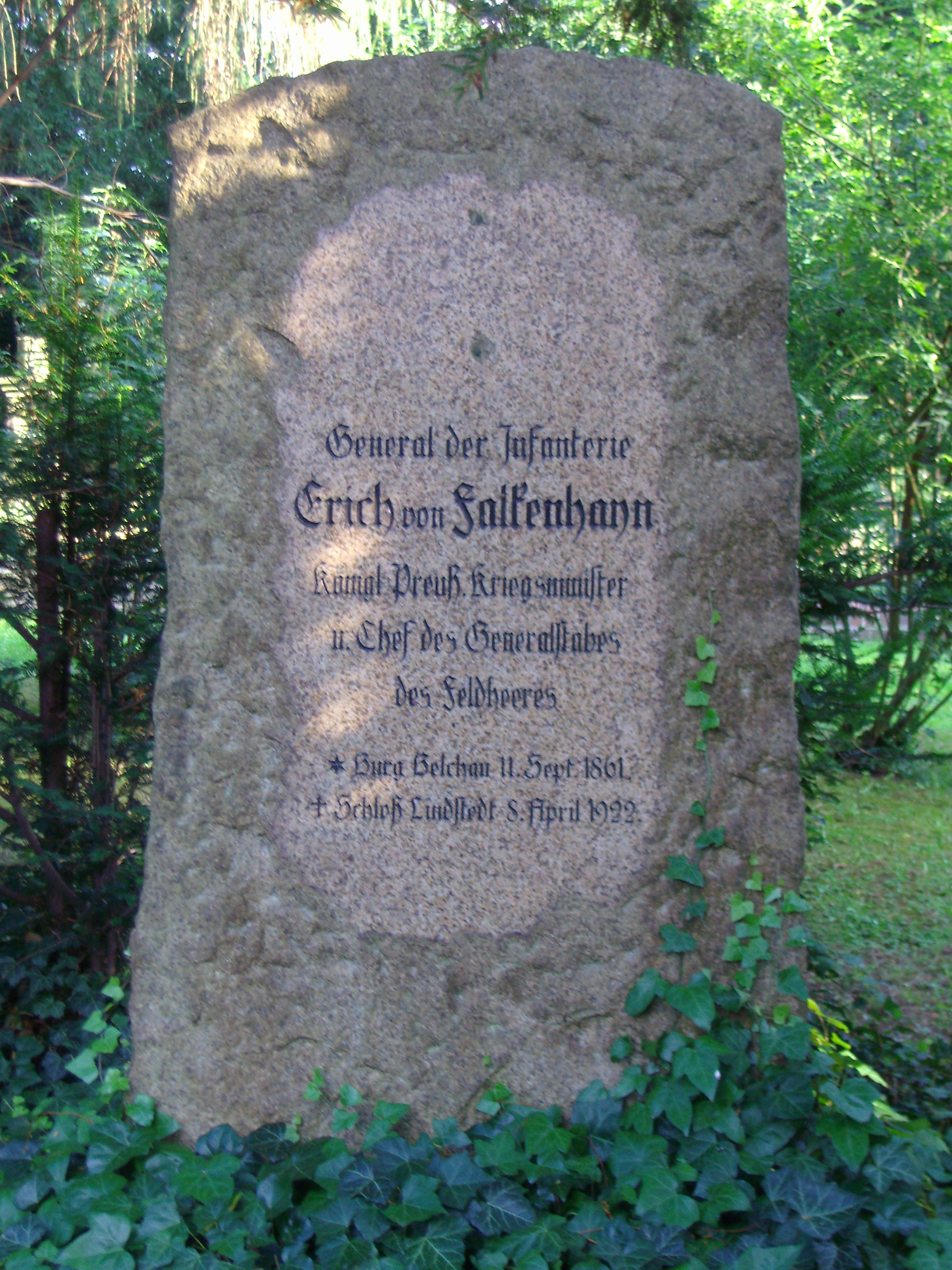
Mormântul lui Erich von Falkenhayn

În urma succeselor repurtate pe frontul românesc, comandantul suprem al Armatei Otomane, Enver Pașa solicită autorităților germane numirea generalului Falkenhayn pentru a prelua comanda forțelor otomane care luptau pe frontul din Irak și Palestina. Falkenhayn se deplasează la Istanbul pe 7 mai 1917 după care efectuează o inspecție pe frontul din Siria și Irak, în urma căruia împăratul Wilhelm al II-lea îl numește, la 5 iunie 1917, comandant al Grupului de armate „Yildirim (Fulgerul)”, compus din Armatele 4, 7 și 8 otomane.
Erich von Falkenhayn a rămas în fruntea acestui grup de armate până la 25 februarie 1918, dar nu a putut preveni cucerirea de către forțele britanice conduse de generalul Edmund Allenby a Ierusalimului și a întregii Palestine.
Din 4 martie 1918 Falkenhayn a preluat comandanda Armatei 10 germane, care opera în vestul Rusiei (Belarus), funcția în care va rămâne până la sfârșitul războiului. 
La 25 februarie 1919 a demisionat din armată din cauza unei boli de rinichi și s-a retras în viața privată. A murit în 1922, mormântul său fiind păstrat în cimitirul de Bornstedter, din apropierea castelului Sanssouci din Potsdam.

## Aspecte controversate

### Strategia războiul de uzură
Falkenhayn considera că armata germană se află în fața unei superiorități numerice covârșitoare a forțelor inamice pe majoritatea fronturilor, caz în care doctrina dinainte de război care prevedea obținerea victoriei printr-o „bătălie decisivă” nu mai era aplicabilă, depășind posibilitățile reale ale forțelor germane.:pp 56-81
În schimb Falkenhayn spera să poată folosi succese militare limitate ca și catalizator pentru un succes politic. El dorea ca guvernul german să se folosească de victoriile de pe câmpurile de luptă pentru convinge cel puțin unul dintre inamici să ceară o pace separată.:p. 232
Alegerea sa a fost ofensiva de la Verdun, ca o alternativă la blocajul teritorial care apăruse pe frontul de est, unde câștiguri teritoriale care ar fi fost decisive pe frontul de vest nu păreau niciodată să aducă Rusia aproape de înfrângere. Falkenhayn s-a gândit că urmând unei bătălii de uzură, Franța va solicita pacea iar Marea Britanie va părăsi continentul european odată pentru totdeauna. Rusia nu va rezista mult după victoria în vest și securitatea Germaniei – percepută ca hegemonia Germaniei – va fi asigurată pentru o lungă perioadă de timp.:p. 82
Într-un memorandum trimis cancelarului von Bethmann, Falkenhayn aprecia că situația în care se află Franța era una care o punea în poziția de a nu putea rezista un timp îndelungat unui război de uzură. 
Pierderile umane ale Franței în acest război sunt așa de numeroase încât guvernul nu poate duce povara  aceasta nici în fața poporului nici în fața istoriei. Curând, guvernul francez se va confrunta cu chestiunea dacă, cu tot ajutorul extern, încetarea rezistenței nu este o cale mai potrivită pentru viitorul națiunii decât continuarea acestui război fără speranțe. :p. 217
_____ Erich von Falkenhayn, Memorandum către cancelarul Germaniei, 1915
Planul său nu a avut sprijinul scontat al conducerii politice germane, fiind foarte criticat de aripa conducerii militare condusă de von Hinndenburg, ceea ce a dus în final la eșecul său și înlocuirea lui Falkenhayn din funcție. Numele lui Falkenhayn va rămâne pentru totdeauna legat de Verdun.:p. 361

## Lucrări
- Campania Armatei a 9-a împotriva românilor și a rușilor, Atelierele Grafice Socec & Co S.A., București, 1937
- Die Oberste Heeresleitung, 1914-1916. In ihren wichtigsten Entschließungen. 1919, Reprint Kessinger Publishing 2010
- General Headquarters and its Critical Decisions, Hutchinson & Co, London 1919

## Distincții și recunoașteri
Pentru activitatea sa ca militar, Erich von Falkenhayn a fost decorat cu o serie de ordine și medalii, germane și străine:
- - Ordinul Pour le Mérite, cu frunze de stejar, (Germania, 1915)
- - Cavaler al Ordinului Vulturul Negru, (Germania, 1915)
- - Ordinul militar Max Joseph, în grad de Mare Cruce, (Germania, 1915)
- - Ordinul Meritul Militar, în grad de Mare Cruce, (Bavaria)
- - Cavaler al ordinului Sfântul Heinrich, (Saxonia)
- - Medalia de aur Meritul Militar, „Signum Laudis”, (Imperiul Austro-Ungar)[18]:p. 448

În 1917 a fost numit în poziția onorifică de Cap al Regimentului 152. În plus, el a primit titlul onorific de doctor în filosofie al Universității din Berlin.:p. 40